# Thai TV5
Thai TV5 est une chaîne de télévision nationale thaïlandaise. Fondée en 1958, elle est la plus ancienne chaîne de télévision du pays après Modernine TV. 
Propriété des Forces armées royales thaïlandaises, elle émet sur le réseau hertzien et sur le câble dans les principales villes du royaume, et son signal est en grande partie repris à l’international sur Thai TV Global Network, également propriété des Forces armées.

## Histoire
La télévision thaïlandaise fait ses débuts en 1955 avec Thai TV4 (aujourd’hui Modernine TV). Trois ans plus tard, l’armée royale thaïlandaise obtient l’autorisation de lancer sa propre chaîne de télévision, Thai TV5. Les premières émissions débutent le 25 janvier 1958. La chaîne ne diffuse alors que quelques heures par jour, la télévision étant encore un médium peu répandu et les postes de télévision, des produits hors de portée pour la plupart des ménages. Thai TV5 émet désormais 24 heures sur 24, avec des émissions régulières débutant le matin à 5 heures et se terminant la nuit à 3 heures. Le reste de l’antenne est occupé par des émissions de téléachat.
Thai TV5 se veut avant tout une chaîne familiale, soucieuse de promouvoir les valeurs traditionnelles thaïes : respect des autorités, de la famille royale et de la nation en général ; citoyenneté et respect de la famille. Sa grille est celle d’une chaîne généraliste, et comprend des bulletins d’information, des magazines, des talk-shows, des séries et feuilletons, thaïlandais ou asiatiques pour la plupart, mais aussi des variétés et du sport, notamment des matchs de boxe thaïe. L’antenne est rythmée par des émissions consacrées à la famille royale, institution très respectée en Thaïlande, ainsi que par des chants patriotiques.